# Кальтененгерс
Кальтененгерс (нем. Kaltenengers) — община в Германии, в земле Рейнланд-Пфальц. 
Входит в состав района Майен-Кобленц. Подчиняется управлению Вайссентурм.  Население составляет 2070 человек (на 31 декабря 2010 года). Занимает площадь 3,07 км².